# Marasmiellus pachycraspedum
Marasmiellus pachycraspedum är en svampart som tillhör divisionen basidiesvampar, och som beskrevs av Machiel Evert ("Chiel") Noordeloos. Marasmiellus pachycraspedum ingår i släktet Marasmiellus, och familjen Omphalotaceae. Arten har ej påträffats i Sverige.